# Palaudvärguv
Palaudvärguv (Otus podarginus) är en fågel i familjen ugglor inom ordningen ugglefåglar.

## Utseende och läte
Palaudvärguven är en mörkt rödbrun uggla med stort rundat huvud utan örontofsar. Ansiktet är bara något ljusare, med vitt på tygel och ögonbryn. Ovansidan har några få ljusare streck, på skapularerna svartspetsade vita fläckar. Undersidan är ljusare med viss ljus bandning och fläckning. Tarserna är fjäderlösa. Ögonen är bruna till orangegula.
Hanens spelläte består av en lång serie med låga och mjuka "whok" som stiger i både styrka och tonhöjd till en vass vissling som i engelsk litteratur återges "quirt-quirt" eller "wut-whoo". Honan sluter ofta till i duett, än mörkare och mjukare. Lätena är inte helt olika palaufruktduvan som också kan låta nattetid.

## Utbredning och systematik
Fågeln återfinns i låglänta områden på ön Palau. Den behandlas som monotypisk, det vill säga att den inte delas in i några underarter.

### Släktestillhörighet
Arten beskrevs av Gustav Hartlaub och Otto Finsch 1872 som ursprungligen placerade den i släktet Otus. Sedermera lyftes den ut till det egna släktet Pyrroglaux på grund av sitt avvikande utseende, och vissa behåller den där fortfarande. Genetiska studier från 2020 visar dock att den trots allt är nära släkt med dvärguvarna i Otus och författarna till studien rekommenderar att den återigen förs till det släktet. Tongivande International Ornithological Congress har följt dessa rekommendationer, och denna linje följs även här. BirdLife Sverige har även justerat det svenska trivialnamnet för att bättre återspegla släktskapet, från tidigare palauuggla.

## Status
Palaudvärguven har ett begränsat utbredningsområde, men beståndet anses vara stabilt. IUCN kategoriserar arten som livskraftig.